# Alfiz
L'alfiz è un ornamento architettonico. Deve forse il suo nome all'arabo parlato nella penisola iberica alḥíz, lui stesso da alḥáyyiz, quest'ultimo proveniente dall'arabo classico ḥayyiz.

## Descrizione
Si tratta di un riquadro rettangolare che può essere costituito da una cornice, una modanatura, un rinforzo del piano murale o ancora da ampi pannelli decorativi, che racchiudono i bordi esterni di un arco.
È un ornamento architettonico dell'architettura islamica. Si è sviluppato in particolare nell'architettura omayyade di al-Andalus, ov'è spesso associato all'arco a ferro di cavallo, ma è anche ampiamente diffuso altrove nel mondo musulmano, per ornare diversi tipi di arco.
Lo si ritrova anche nell'architettura cristiana della Penisola iberica: nell'architettura mozarabica poi in quella mudéjar.
Vi sono due varianti di alfiz, come sotto illustrato:
- A alfiz che inizia dall'imposta.

- B alfiz che inizia dal suolo.

Lo spazio tra l'arco e l'alfiz è chiamato enjuta o arrabá, ed è spesso riccamente decorato (in grigio nelle illustrazioni). Ogni superficie residuale triangolare curva è chiamata albanega (angolare).
L'alfiz deriva dalle inquadrature romane antiche, che si trovano in particolare sugli archi di trionfo. Gli esempi più antichi di questa inquadratura s'incontrano nell'architettura etrusca. Si può trovare un alfiz che incornicia un arco a ferro di cavallo nell'artre visigota nella Spagna, anteriore all'arrivo dell'islam, nella chiesa di Santa Maria di Quintanilla de las Viñas, a Mambrillas de Lara (Provincia di Burgos, Castiglia e León).